# Matti Helminen
Matti Helminen (Helsinki, 14 augustus 1975) is een Fins voormalig wielrenner. Zijn specialiteit is tijdrijden, waarin hij zes keer nationaal kampioen in is geworden. Ook is hij in de tijdrit in de Ronde van België zesde geworden. Hij rijdt al sinds zijn jeugd in Vlaanderen.

## Belangrijkste overwinningen
2003
- Fins kampioen tijdrijden, Elite

2006
- Fins kampioen tijdrijden, Elite
- Chrono Champenois

2007
- Fins kampioen tijdrijden, Elite

2008
- Fins kampioen tijdrijden, Elite

2010
- Fins kampioen tijdrijden, Elite

2012
- Fins kampioen tijdrijden, Elite

## Resultaten in voornaamste wedstrijden
| Jaar | Gent-Wevelgem |
| ---- | ------------- |
| 2011 | 88e           |

Aernouts · Albert · Denolf · Helminen · Huys · Mortelmans · Renders · Šimůnek · Van Den Bosch · Van Den Brande · Vanthourenhout · Verboven · Walsleben
A.Cappelle · D.Cappelle · Coomans · De Wilde · François · Helminen · Hoornaert · Huys · Mortelmans · Omloop · Van Der Schueren · Vanbecelaere · Vangheel · Zen
Amorison · Baestaens · Barbé · Bellemakers · Breyne · Cammaerts · Commeyne · De Waele · Dekkers · Delfosse · Dockx · Gourgue · Helminen · Honig · Juodvalkis · Kruopis · Nys · K. Peeters · Planckaert · Scheirlinckx · Stallaert · Traksel · Vanthourenhout · Verheyen
Amorison · Baestaens · Barbé · Bellemakers · Breyne · Bueken · Claeys · Cohnen · Commeyne · Delfosse · Devillers · De Waele · Helminen · Honig · Hovelijnck · Juodvalkis · Nys · K. Peeters · Planckaert · Stallaert · Traksel · Vanthourenhout · Backaert (stagiair) · Van Driessche (stagiair)